# Inhambu-galinha
O Tinamus guttatus, popularmente conhecido como inambu-galinha, inhambu-galinha ou macuquinho, é uma espécie de ave tinamifome que habita a floresta tropical. É o menor representante do gênero Tinamus, medindo entre 32 e 36 cm.
Tem ocorrência tipicamente amazônica no Brasil, Bolívia, Colômbia, Equador, Peru e Venezuela. No Brasil ocorre também em parte do estado do Maranhão. É espécie cinegética. Habita a floresta de terra firme, bem como a mata de várzea. Alimenta-se de sementes, frutas e invertebrados. Na época das enchentes na Amazônia, é comumente capturado como alimento pela população local, juntamente com outros tinamídeos, quando tenta cruzar voando os grandes rios, e cai próximo às margens, seja por fadiga ou por chocar-se contra a densa folhagem da mata ciliar.

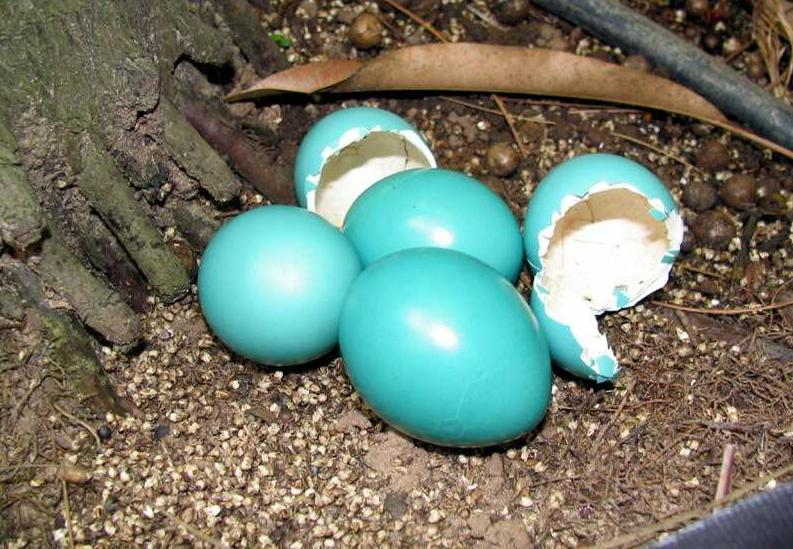
Ovos de inambu-galinha

Sua vocalização consiste em piados graves e esparsos. Não possui subespécies descritas. A sua postura é de 4 ou 5 ovos de coloração verde azulada intensa. É espécie relativamente abundante em seu hábitat, sendo o fator redutor de suas populações o desmatamento da Amazônia. O nome inhambu vem do tupi nhambu.